# Spitzenberg (Reichensachsen)
Der Spitzenberg ist ein 422,8 m ü. NHN hoher Berg etwa 1,75 km südlich von Reichensachsen im Werra-Meißner-Kreis in Nordhessen. Er ist der Hausberg von Reichensachsen, dem Kernort der Gemeinde Wehretal.

## Geographische Lage
Der nahezu vollständig bewaldete Berg ist der westlichste Ausläufer des Schlierbachswalds (naturräumliche Teileinheit 357.91) im Fulda-Werra-Bergland (Haupteinheit 357) bzw. im Sontra-Bergland (Untereinheit 357.9). Er befindet sich unmittelbar östlich über dem von Süden nach Norden verlaufenden Tal der Wehre und der hier von Süden kommend in die Wehre mündenden Sontra. In diesem Tal verlaufen auch die aus Eschwege im Norden kommende Bundesstraße 452, die unweit südlich der Sontra-Mündung in die aus Kassel im Westen kommende und hier, auf einer Länge von etwa sechs Kilometern mit der B 27 vereint, nach Süden umbiegende B 7 einfädelt. Das Tal wird an dieser Stelle von der 2016–2021 erbauten Wehretalbrücke Reichensachsen überquert, die ab Herbst 2022 die Bundesautobahn 44 in langgezogenem Bogen vom Tunnel Trimberg im Westen zu dem den Spitzenberg an dessen Westfuß unterquerenden Tunnel Spitzenberg im Osten bringen wird.

## Wandern
Der Berg ist durch mehreren Wanderwege erschlossen und von oben hat man an mehreren Stellen einen ausgezeichneten Blick über die umliegende Landschaft, insbesondere auf Reichensachsen und das Tal der Werra. Unweit südlich unterhalb des Gipfels befindet sich der heute nicht mehr genutzte Steinbruch Reichensachsen.
Entlang der Nordwestflanke des Bergs erstreckt sich bis in das Tal der Wehre das enge, unbewaldete Heutal, das den Spitzenberg von seinem nordwestlichen Ausläufer Lerchenberg (324,5 m) trennt. Ein Wirtschaftsweg führt das Tal empor bis zu dessen oberem, südöstlichem Ende, wo auf etwa 300 m Höhe, unterhalb der kleinen Wichtelkuppe, der eingefasste Wichtelbrunnen quilt. Die Quelle wurde 1901 entdeckt und 1901/02 eingefasst. Ihr Überlauf fließt eine kurze Strecke ins Heutal hinab und versickert dann dort in einem etwas sumpfigen Gebiet. Wenige Meter oberhalb des Wichtelbrunnens errichtete der Reichensachsener Zweig des Werratalvereins (WTV) in den Jahren 1914 bis 1918 eine erste Schutzhütte, die 1955 erweitert und 1968/70 durch einen massiven Bau ersetzt wurde. Seitdem wurden sowohl der Wichtelbrunnen als auch die sogenannte Wichtelstube mit ihrem Außenbereich stetig weiter ausgebaut. Seit 1996 wird die Wichtelstube, das Vereinsheim, vom WTV-Zweigverein Reichensachsen (seit 1999 Werratalverein Reichensachsen) bewirtschaftet. Sie bietet bis zu 50 Personen Platz und ist jeden 1. und 3. Sonntag im Monat von morgens 9.00 Uhr bis abends geöffnet; Kaffee, Kuchen, Brotzeit, Weine und Bier werden angeboten.

## Die Sage vom Wichtelbrunnen
Unterhalb der Wichtelkuppe erstreckte sich nach dem Wehretal hin ein mehr als 20 Morgen großes Triesch und Buschland, das Heutal. Oben weidete der fromme Johann George seine Schafe, während die Herde des Schweinehirten Kaspar Schwarz weiter unten im Tal ging. Jeder hatte sein genau abgegrenztes Feld. Das Wasser des Berges trat weit unten, wo des Schweinehirten Weide begann, zutage und spendete dessen Tieren eine gute Tränke, die sie nach und nach in einen Sumpf zertraten. Der Schäfer dagegen fand nur wenig Wasser für seine Herde an der steinigen Kuppe, und alle Bitten, ihm doch ein wenig Tränke für seine Schafe zu gewähren, schlug der zänkische Kaspar ab. Eines Abends, nachdem der Schäfer nach dem Abendläuten der Kirchenglocken sein Gebet gesprochen hatte, schlief er ermüdet ein. Kaum waren ihm die Augen zugefallen, da hob es an zu poltern und zu pochen. Die an der Wichtelkuppe hausenden Wichtel kamen mit Spaten, Beilen und Hacken. Sie fingen an zu roden und zu graben und wo der Hirte schlief, entsprang plötzlich eine klare Quelle. Im Morgengrauen war die Arbeit vollendet und die Wichtel verschwanden. Der letzte trat zu dem schlafenden Hirten mit den Worten: “Was Wichtel gebaut, sei deiner Obhut anvertraut, lasst Zeiten kommen und verfliegen, doch dieser Quell wird nie versiegen.” Dann verschwand er. Als der Schäfer erwachte, traute er seinen Augen nicht, als er sah, wie sich seine Schafe nach einer großen Wassermulde drängten und das frische Nass schlürften. Er ahnte, wessen Werk es war, und in dankbarer Freude rief er hinauf nach jener Kuppe, wo die Wichtel wohnten: “Dies sei der Wichtelborn!” Doch er vergaß auch nicht den Schweinehirten, der ihm oft genug ein Leid zugefügt hatte und dem nun das Wasser genommen war. Eine kleine Rinne grub er mit seinen Händen in den Rand der Mulde, und so läuft noch heute von dem Überfluss der Quelle das Wasser die Weide hinunter, dorthin, wo einst Kaspar seine Schweine hütete und wo noch immer ein Fleckchen Sumpf geblieben ist.